# Charaxes doubledayi
Charaxes doubledayi is een vlinder uit de familie van de Nymphalidae. De wetenschappelijke naam van de soort is voor het eerst geldig gepubliceerd in 1898 door Per Olof Christopher Aurivillius.